# Mansio

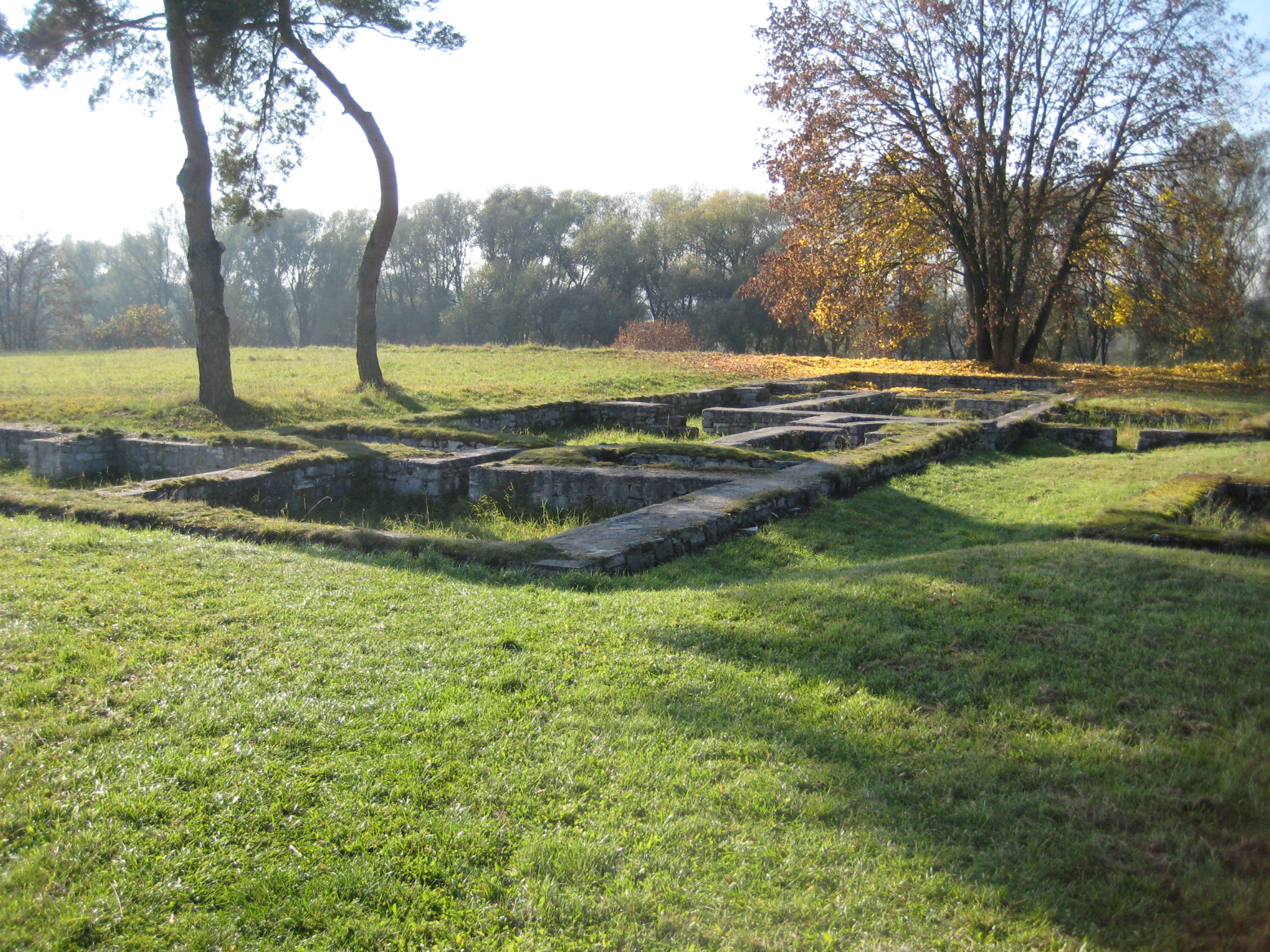
A németországi Neustadt an der Donau római kori mansiójának alapjai

A mansio a Római Birodalom útjain létesített állomáshely volt, amelyet a központi kormányzat létesített és tartott fenn annak érdekében, hogy a birodalom úton lévő képviselőinek és hivatalos személyeinek szállás- és pihenőhelyül szolgálhasson.
A latin szó eredete a ’marad; megszáll’ jelentésű manere ige befejezett melléknévi igenévi formájára, a mansus szóalakra megy vissza.

## Leírása

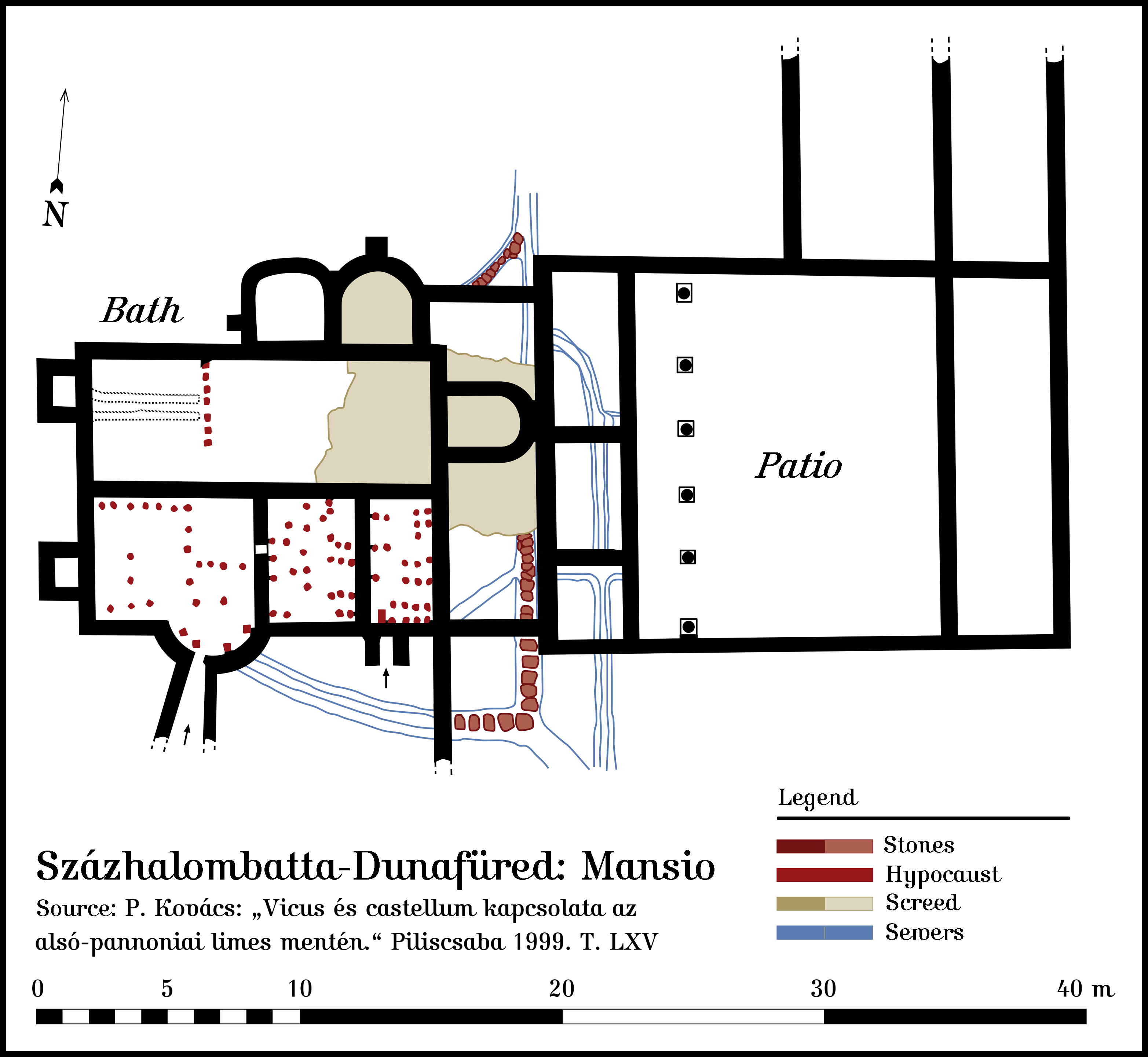
A dunafüredi mansio alaprajza

A területét átszelő utakat a Római Birodalom felügyelte, fejlesztette és gondoskodott állagmegóvásukról is. Az utak infrastruktúrájához eleinte csupán a szabályos távolságokban katonai céllal épült castrumok tartoztak, amelyek célja  kisebb katonai alakulatok állomásoztatása volt, idővel azonban megjelentek bennük a csapatok ellátását biztosító barakkok és raktárak (horreumok). Idővel megmutatkozott az igény arra is, hogy az utazó méltóságoknak és hivatalosságoknak kényelmes pihenési lehetőséget biztosítsanak, kifejezetten erre a célra épültek a mansiók. Miután egy ökrösszekér 30 kilométert, egy gyalogos ennél valamivel többet tett meg egy nap alatt, gondoskodtak arról, hogy 25-30 kilométernél nagyobb távolság ne legyen két mansio között. A mansiók jellemzően a római villaépítészet jegyeit viselték magukon. Az itt megpihenő utazóknak igazolniuk kellett magukat ahhoz, hogy jogot nyerjenek a szolgáltatások igénybe vételére. A mansióban a mansionarius teljesített szolgálatot, egyúttal látta el az épületek felügyeletét, a cisiariusnál pedig lovaskocsit lehetett bérelni akár utazásra, akár hivatalos üzenetek eljuttatására. Sok esetben a mansio körül kisebb, a fenntartáshoz szükséges épületeket magában foglaló településmag, nemegyszer helyi méltóságok villái, sőt, városok is kialakulhattak.
A mansiók mellett természetesen eltérő hátterű és funkciójú állomáshelyek is épültek a római utakon, akár a mansio közvetlen közelében. Ezek a következők lehettek:
A caupona rendeltetése ugyanaz volt, mint a mansióé, csak alacsonyabb színvonalon állt, gyakran tolvajok és prostituáltak tanyája volt. Régészeti kutatásokból ismertek ókori graffitikkal teleírt cauponafalak.
A taberna színvonalában a mansio és a caupona között állt, és története messzebbre nyúlik vissza, mint a mansióké. A mansiók megépülte előtt a hatóságok gyakran arra kötelezték az út mentén épült házak lakóit, hogy az úton lévőknek szállást nyújtsanak; feltehetőleg az ilyen házakból alakultak ki az első tabernák.
A mutatiók voltaképpen váltóállomások voltak, ahol a tehetősebb utazók járművet vagy lovat vásárolhattak utuk folytatásához.

## Fordítás
- Ez a szócikk részben vagy egészben  a   Mansio című angol Wikipédia-szócikk ezen változatának fordításán alapul.  Az eredeti cikk szerkesztőit annak laptörténete sorolja fel. Ez a jelzés csupán a megfogalmazás eredetét és a szerzői jogokat jelzi, nem szolgál a cikkben szereplő információk forrásmegjelöléseként.